# 本塁打競争
本塁打競争（ほんるいだきょうそう）は、主として野球の試合開始前に行われる打者がいかに多くのホームランを打てるかを競う余興。MLBオールスターおよび日本プロ野球のオールスターで試合開始前に開催されるものは、特にホームラン競争やホームランダービー（英語: Home Run Derby）とも呼ばれる。

## 概要
大まかに分けると、本塁打競争のルールには以下の3つの種類がある。
球数制限制
投手が一定数（10球の場合が多い）だけ投げる球を、いかに多くホームランできるかを競う。
アウト数制限制
ホームラン以外（ストライク・ゴロ・フライ・ファウル）は全て「アウト」とみなし、一定数の「アウト」に到達するまでに打ったホームランの数を競う（多くの場合、見逃しはアウトに含まない）。
時間制限制
一定の時間のうちに何本ホームランできるかを競う。
打者がボールを打つことによって長打力を競うものであるため、投手はフリーバッティングの形式で、基本的にストレートなど打者が打ちやすい球を投げる。そのため打者が望めば、本職の打撃投手だけでなく他の野手やブルペン捕手、通訳などのスタッフが投手役を務めることも多い。得点数ではなくホームラン数を争うため、当然打者は通常の試合のように本塁を目指してダイヤモンドを回る必要はなく、打球の行方に関わらず打席に留まっていればよい。そのため、この競技におけるホームランはスタンドまたは場外まで打球を飛ばした場合を指し、基本的にランニングホームランの概念は存在しない。

## ホームランダービー（NPBオールスター）
日本プロ野球のオールスターゲーム試合前に行われる。2008年以降「ホームランダービー」の名称で行われているが、2005年以前は「ホームラン競争」の名称で行われた。

### 開催概要
2018年から、以下の内容で行われている。
オールスター出場選手中、セントラル・リーグおよびパシフィック・リーグから以下のどちらかの条件を満たす選手を各リーグ4名ずつファン投票で選出する。
- 前年度セ・パ両リーグ公式戦で、本塁打数15本以上を記録した選手
- 今年度セ・パ両リーグ公式戦で、特定の日（2021年は7月4日）までに本塁打数7本以上を記録している選手

選出された8名は1試合につき4名ずつ出場し、1対1で対戦する。8名のトーナメントを勝ち抜き、2試合目で行われる決勝で勝利した選手が優勝。優勝した選手に賞金100万円が贈呈される。
2分間（2018年は3分間）球数無制限で何本ホームランが打てるかを競う。前打球の着弾確認後、次の投球を行う。同点の場合は1分間の延長戦を行う。延長戦でも同数の場合はホームランダービーファン投票の得票数が上位の選手を勝利とし、それでも同数の場合は今年の公式戦の本塁打数、それが同じ場合は昨年の公式戦の本塁打数により決定する。

#### 2008年から2017年まで
オールスター出場選手中、以下のどちらかの条件を満たす選手を各リーグから1試合につき2名ずつファン投票で選出する。1人が何試合出場しても構わない。
- 前年度セ・パ両リーグ公式戦で、本塁打数15本以上（2011年までは前年に20本以上）を記録した選手
- 今年度セ・パ両リーグ公式戦で、特定の日までに本塁打数7本以上（2011年までは10本以上）を記録している選手

各試合4名ずつ出場し、1対1で対戦する。各試合とも4名のトーナメントを勝ち抜いた選手がその試合における優勝となる（全日程通しての優勝決定戦は行わない）。
1選手につき7アウト制でホームラン数を競う。後攻選手の本数が先攻を上回った場合はその時点で終了とする。

#### 2005年まで
オールスター出場選手中、各リーグから3名ずつ出場する。リーグ対抗の団体戦。1人10球（見逃しは除く）を打ち、合計ホームラン数の多いリーグが勝利。

### 歴代結果
- 個人戦となった2008年以降。
- 太字は優勝者。

| 回 | 年度   | 年度   | 先攻                                               | 決勝結果                                           | 後攻                                               | 開催球場                                               | 備考                                               |
| -- | ------ | ------ | -------------------------------------------------- | -------------------------------------------------- | -------------------------------------------------- | ------------------------------------------------------ | -------------------------------------------------- |
| 58 | 2008年 | 第1戦  | T.ローズ （オリックス）                            | 0 - 0                                              | G.G.佐藤 （西武）                                  | 京セラドーム大阪                                       | 両者優勝                                           |
| 58 | 2008年 | 第2戦  | A.ラミレス （巨人）                                | 7 - 1                                              | G.G.佐藤 （西武）                                  | 横浜スタジアム                                         |                                                    |
| 59 | 2009年 | 第1戦  | 小笠原道大 （巨人）                                | 2 - 3                                              | T.ブランコ （中日）                                | 札幌ドーム                                             |                                                    |
| 59 | 2009年 | 第2戦  | 栗原健太 （広島）                                  | 5 - 6                                              | 中村剛也 （西武）                                  | MAZDA Zoom-Zoom スタジアム広島                         |                                                    |
| 60 | 2010年 | 第1戦  | 城島健司 （阪神）                                  | 4 - 2                                              | 阿部慎之助 （巨人）                                | 福岡 Yahoo! JAPANドーム                                |                                                    |
| 60 | 2010年 | 第2戦  | 阿部慎之助 （巨人）                                | 0 - 1                                              | 金泰均 （ロッテ）                                  | HARD OFF ECOスタジアム新潟                             |                                                    |
| 61 | 2011年 | 第1戦  | 中村剛也 （西武）                                  | 2 - 2                                              | W.バレンティン （ヤクルト）                        | ナゴヤドーム                                           | 両者優勝                                           |
| 61 | 2011年 | 第2戦  | W.バレンティン （ヤクルト）                        | 1 - 2                                              | 中村剛也 （西武）                                  | QVCマリンフィールド                                    |                                                    |
| 62 | 2012年 | 第1戦  | 李大浩 （オリックス）                              | 6 - 0                                              | W.バレンティン （ヤクルト）                        | 京セラドーム大阪                                       |                                                    |
| 62 | 2012年 | 第2戦  | W.M.ペーニャ （ソフトバンク）                      | 5 - 3                                              | 中村剛也 （西武）                                  | 松山坊っちゃんスタジアム                               |                                                    |
| 62 | 2012年 | 第3戦  | 阿部慎之助 （巨人）                                | 5 - 0                                              | 畠山和洋 （ヤクルト）                              | 岩手県営野球場                                         |                                                    |
| 63 | 2013年 | 第1戦  | 中田翔 （日本ハム）                                | 0 - 1                                              | T.ブランコ （DeNA）                                | 札幌ドーム                                             |                                                    |
| 63 | 2013年 | 第2戦  | W.バレンティン （ヤクルト）                        | 1 - 2                                              | T.ブランコ （DeNA）                                | 明治神宮野球場                                         |                                                    |
| 63 | 2013年 | 第3戦  | A.ジョーンズ （楽天）                              | 2 - 0                                              | T.ブランコ （DeNA）                                | いわきグリーンスタジアム                               |                                                    |
| 64 | 2014年 | 第1戦  | W.バレンティン （ヤクルト）                        | 1 - 2                                              | B.エルドレッド （広島）                            | 西武ドーム                                             |                                                    |
| 64 | 2014年 | 第2戦  | 陽岱鋼 （日本ハム）                                | 5 - 4                                              | 柳田悠岐 （ソフトバンク）                          | 阪神甲子園球場                                         |                                                    |
| 65 | 2015年 | 第1戦  | 筒香嘉智 （DeNA）                                  | 6 - 3                                              | 柳田悠岐 （ソフトバンク）                          | 東京ドーム                                             |                                                    |
| 65 | 2015年 | 第2戦  | 山田哲人 （ヤクルト）                              | 1 - 1                                              | 中村剛也 （西武）                                  | MAZDA Zoom-Zoom スタジアム広島                         | ホームランダービーファン投票上位の山田が優勝       |
| 66 | 2016年 | 第1戦  | 柳田悠岐 （ソフトバンク）                          | 2 - 3                                              | 大谷翔平 （日本ハム）                              | 福岡 ヤフオク!ドーム                                   |                                                    |
| 66 | 2016年 | 第2戦  | 大谷翔平 （日本ハム）                              | 0 - 1                                              | E.メヒア （西武）                                  | 横浜スタジアム                                         |                                                    |
| 67 | 2017年 | 第1戦  | A.ゲレーロ （中日）                                | 4 - 4                                              | 柳田悠岐 （ソフトバンク）                          | ナゴヤドーム                                           | ホームランダービーファン投票上位の柳田が優勝       |
| 67 | 2017年 | 第2戦  | 筒香嘉智 （DeNA）                                  | 1 - 2                                              | 柳田悠岐 （ソフトバンク）                          | ZOZOマリンスタジアム                                   |                                                    |
| 68 | 2018年 | 2018年 | 筒香嘉智 （DeNA）                                  | 8 - 7                                              | W.バレンティン （ヤクルト）                        | 京セラドーム大阪 リブワーク藤崎台球場                  |                                                    |
| 69 | 2019年 | 2019年 | 吉田正尚 （オリックス）                            | 3 - 4                                              | 鈴木誠也 （広島）                                  | 東京ドーム 阪神甲子園球場                              |                                                    |
| -  | 2020年 | 2020年 | 新型コロナウイルス感染拡大のためオールスターが中止 | 新型コロナウイルス感染拡大のためオールスターが中止 | 新型コロナウイルス感染拡大のためオールスターが中止 | 新型コロナウイルス感染拡大のためオールスターが中止     | 新型コロナウイルス感染拡大のためオールスターが中止 |
| 70 | 2021年 | 2021年 | 山川穂高 （西武）                                  | 4 - 5                                              | 吉田正尚 （オリックス）                            | メットライフドーム 楽天生命パーク宮城                  | 延長戦で決着                                       |
| 71 | 2022年 | 2022年 | 柳田悠岐 （ソフトバンク）                          | 3 - 4                                              | B.レアード （ロッテ）                              | 福岡PayPayドーム 松山坊っちゃんスタジアム              |                                                    |
| 72 | 2023年 | 2023年 | 細川成也 （中日）                                  | 0 - 1                                              | 岡本和真 （巨人）                                  | バンテリンドーム ナゴヤ MAZDA Zoom-Zoom スタジアム広島 |                                                    |

## ホームラン競争（都市対抗野球）
1970年代、都市対抗野球大会では、開会式前のアトラクションとして、各代表チームから選抜された1名によるホームラン競争が行われていた。当時の都市対抗野球開会式は夜間開催が通例であったため、会社帰りの労働者たちに入場してもらおうという発想での企画であった。

## 野球ゲームのホームラン競争
コンピュータゲームにおける野球ゲームでも1988年の『究極ハリキリスタジアム』（タイトー）以降、ミニゲームとしてホームラン競争が収録されているものがある。
これらのゲームにおけるホームラン競争では規定投球数が10球と決められておらず、プレイヤーが任意の投球数を設定可能なものや投手が直球以外の球を投げる「真剣勝負」の要素を採り入れたものもある。
内容のシンプルさから、Adobe Flashを使用して作られたもの（くまのプーさんのホームランダービー!）や携帯電話ゲームとして提供されているものも多い。